# Konstancja Gładkowska
Konstancja Gładkowska, née le 10 juin 1810 à Varsovie et morte le 20 décembre 1889 à Skierniewice, est une soprano polonaise.

## Biographie
Konstancja Gładkowska naît le 10 juin 1810 à Varsovie. Elle est la fille d'un intendant du palais royal de Varsovie.
Elle est élève au Conservatoire de Varsovie dans la classe de chant de Carlo Evasio Soliva,.
Frédéric Chopin, à dix-neuf ans, jouit d'une notoriété flatteuse et pourrait facilement la séduire, mais il préfère l'aimer en secret. Il confie à son ami Tytus Woyciechowski : « Je viens peut-être pour mon malheur de rencontrer mon idéal. »[pertinence contestée].
Konstancja Gładkowska fait ses débuts à l'opéra de Varsovie en 1830. Elle interprète le bel canto de Gioachino Rossini, entre autres.
Elle épouse le 31 janvier 1832 Józef Grabowski, âgé de 24 ans, ancien secrétaire d'état à Saint-Pétersbourg. Elle abandonne sa carrière artistique après son mariage.
En 1845, elle met au monde son cinquième enfant et devient aveugle à la suite d'une infection. Quelques jours avant sa mort, elle détruit tous les souvenirs de son engouement pour Chopin.
Konstancja Gładkowska meurt le 20 décembre 1889 à Skierniewice.